# Tao I
Tao I (Taoi I el Vell) fou rei de la dinastia XVII de l'antic Egipte.
El seu nom de regne fou Sanakhtenre, «Etern com Ra». No és segur que Tao o Taa I sigui un nom apropiat, però els egiptòlegs el fan servir des dels anys vuitanta. El nom de Siamun seria probablement més adequat. Llavors, Tao II seria simplement Tao.
La seva dona es deia Tetisheri. Una altra dona (o filla) fou Ahhotep I. Fill seu fou Tao II, Inhapy i Sitot i, més dubtosament, Kamose.
D'aquest faraó, es conserva un segell gravat trobat a Dra Abu al-Naga; un cartutx escrit en una taula d'oferiments de Karnak i en una de Tebes (avui, al Museu Arqueològic de Marsella), i en una tomba de Khabekhner a Deir al-Madinah.
Va regnar durant un o dos anys vers 1560 aC. El va succeir el seu fill Tao II.